# Луканичев, Виктор Павлович
Виктор Павлович Луканичев (13 января 1934 — 1995, Ярославль) — советский футболист, защитник. Мастер спорта СССР (1964).
Начинал играть в Красноярске. В 1952 году выступал в первенстве КФК за «Торпедо». В 1957—1958 годах — в классе «Б» за «Локомотив». 1959 год начал в московском «Локомотиве», провёл 11 матчей, забил два гола за дубль. Получил серьёзную травму и перешёл в ярославский «Химик» (позже — «Шинник»), за который в 1959—1965 годах сыграл 164 игры, забил 23 мяча, в том числе — 31 игру, один мяч в классе «А» в 1964 году.
Работал тренером. В начале 1995 года был приглашён тренировать ярославский клуб «Железобетон», но после тренировки в жаркий день скончался из-за кровоизлияния в мозг.
Позже стали проводиться турниры имени Луканичева среди промышленных предприятий и среди профессиональных училищ по мини-футболу на базе ПУ10.